# Міка Коґо
Міка Коґо  (англ. Micah Kogo, 3 червня 1986) — кенійський легкоатлет, олімпійський медаліст.

## Виступи на Олімпіадах
| Олімпіада  | Дисципліна           | Місце |
| ---------- | -------------------- | ----- |
| Пекін 2008 | біг на 10 000 метрів | 3     |